# Hélène Berr
Hélène Berr (27-3-1921; m. en abril de 1945) fue una joven judía que escribió un diario muy documentado en la Francia ocupada por los alemanes. Murió en el campo de Bergen-Belsen.

## Vida
Hélène Berr nació en París. Era miembro de una familia judía, que vivía en Francia desde hacía muchas generaciones. Estudiaba literatura rusa e inglesa en la Universidad de la Sorbona. Además aprendió a tocar el violín. 

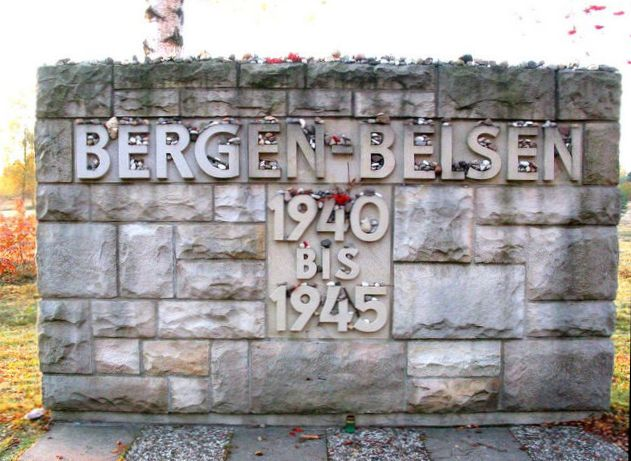
La entrada a Bergen-Belsen.

No pudo concluir su carrera dada la introducción de las leyes antisemitas por el régimen de Vichy. Participó activamente en la organización francesa de israelitas (Union générale des israélites de France, UGIF). El 8 de marzo de 1944 fue capturada por los nazis y deportada a Auschwitz. Enferma y maltratada, murió en abril de 1945 en el campo de Bergen-Belsen, cinco días antes de que los ingleses liberasen dicho lugar de la destrucción. De ese año no dejó testimonio.

## Diario

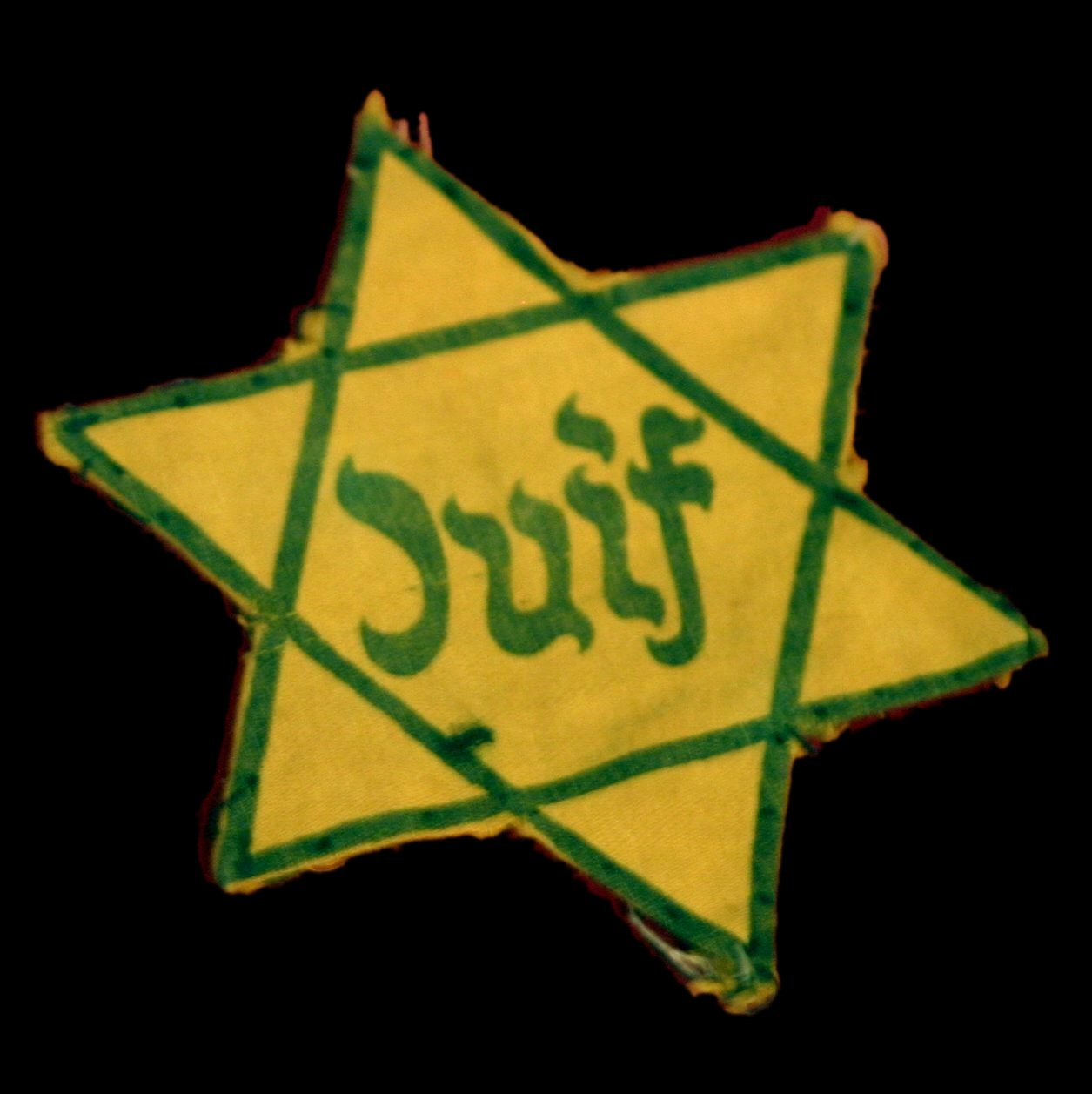
Una estrella amarilla que debían llevar los judíos para ser identificados como tales.

Hélène Berr empezó sus notas el 7 de abril de 1942. En ese momento tenía 21 años. Muy al principio, en su Diario no aparecen los horrores del antisemitismo y de la guerra; habla del paisaje parisino, de sus amores y amigos, así como de la vida en la Sorbona. Pero de pronto se hace consciente de su situación extrema de la ocupación alemana y sus leyes genocidas: habla de la estrella amarilla que los judíos deben llevar (ella lo llevará por valentía) y de las expulsiones de los parques y las persecuciones de familiares y amigos, hasta la detención de su padre. Oye rumores de las cámaras de gas y empieza a tener miedo por su futuro. Describe la vida semioculta, mientras sigue leyendo y visitando bibliotecas.
El diario (lleno de expresiones inglesas) se interrumpe en noviembre de 1942, durante nueve meses; lo retoma definitivamente en agosto de ese año 1943, para "escribir la realidad". Y lo cierra a los pocos meses, en febrero de 1944, con una cita de Shakespeare: Macbeth: Horror! Horror! Horror!“, ante lo que le cuentan de los campos de concentración. Un mes después fue detenida y deportada con sus padres, con los que vivía; estos dos fueron asesinados en una cámara de gas; sus dos hermanas, que se casaron, y su hermano habían huido de París, y escaparon a la persecución.
Berr ordenó sus notas (262 pp. sin tachaduras, muy claras) y las hizo llegar a su novio Jean Morawiecki, que pasó a la Francia libre luchó en la liberación y luego hizo una carrera diplomática. Este entregó el diario a su sobrina, Mariette Job, que lo guardó hasta entregarlo en 2002 al importante Memorial de la Shoah. 
El libro apareció, al fin, en Francia, en enero de 2008, gracias al amparo de esta institución. El diario Libération avanzó que sería “el evento editorial de comienzo de 2008”. Efectivamente lo fue, y además estuvo potenciado por el prefacio de Patrick Modiano.
1. ↑  „Ce sera l’événement éditorial du début de l’année 2008.“, La vie brève, Liberation, 20-12- 2007

## La obra
- Hélène Berr, Journal, 1942-1944, prólogo de Patrick Modiano, 2008, Éditions Tallandier, >> Trad.: Diario, Anagrama, 2010.
- Préface du «Journal» d'Hélène Berr, Prefacio (Francés)

## Sobre la obra
José Luis Arráez, «Journal de Hélène Berr: del diario externo al diario interno» in Arráez, José Luis y Amelia Peral (eds), Memoria de la Shoá: Literatura y Testimonio, Madrid, Sefarad Editores, pp. 17-50.